# Amtsgericht Guttstadt
Das Amtsgericht Guttstadt war ein preußisches Amtsgericht mit Sitz in Guttstadt, Ostpreußen.

## Geschichte
Das königlich preußische Amtsgericht Guttstadt wurde mit Wirkung zum 1. Oktober 1879 als eines von 17 Amtsgerichten im Bezirk des Landgerichtes Bartenstein im Bezirk des Oberlandesgerichtes Königsberg gebildet. Der Sitz des Gerichtes war Guttstadt. Aufgehoben wurde die Gerichtskommission Guttstadt beim Kreisgericht Heilsberg. Sein Gerichtsbezirk umfasste aus dem Kreis Heilsberg den Stadtbezirk Guttstadt und die Amtsbezirke Arnsdorf, Elbitten, Glottau, der forstfiskalische Gutsbezirk Guttstadt, Heiligenthal, Rosberg, Queetz, Schlitt und Wolfsdorf. Am Gericht bestanden 1888 zwei Richterstellen. Das Amtsgericht war damit ein mittelgroßes Amtsgericht im Landgerichtsbezirk.
Im Jahre 1945 wurden der Amtsgerichtsbezirk unter polnische Verwaltung gestellt und die deutschen Einwohner vertrieben. Damit endete auch die Geschichte des Amtsgerichtes Guttstadt.